# Обробка фотоматеріалів
Обробка фотоматеріалів — сукупність хімічних процесів, що перетворюють отримане в світлочутливому шарі фотоматеріалу приховане зображення на стійке видиме, а також його сушіння і остаточне оздоблення. Залежно від типу фотоматеріалу обробка може складатися з двох основних операцій, або налічувати до десяти і більше стадій. Найпростіша обробка чорно-білих фотоплівок і фотопаперів складається з проявляння, ополіскування, фіксування, остаточного промивання та сушіння. За обробки кольорових оборотних фотоматеріалів налічується 8-10 стадій. Обробка фотоплівки Kodachrome без остаточного сушіння налічує 18 операцій. Сучасні кольорові фотоматеріали обробляють за патентованими процесами, загальноприйнятими у всьому світі, таким як C-41, E-6, K-14, ECN-2, ECP-2 тощо. Більшість із них розроблено з розрахунком на якомога швидшу обробку завдяки високим температурам обробних розчинів та повному або частковому виключенню проміжних і навіть кінцевих промивань.

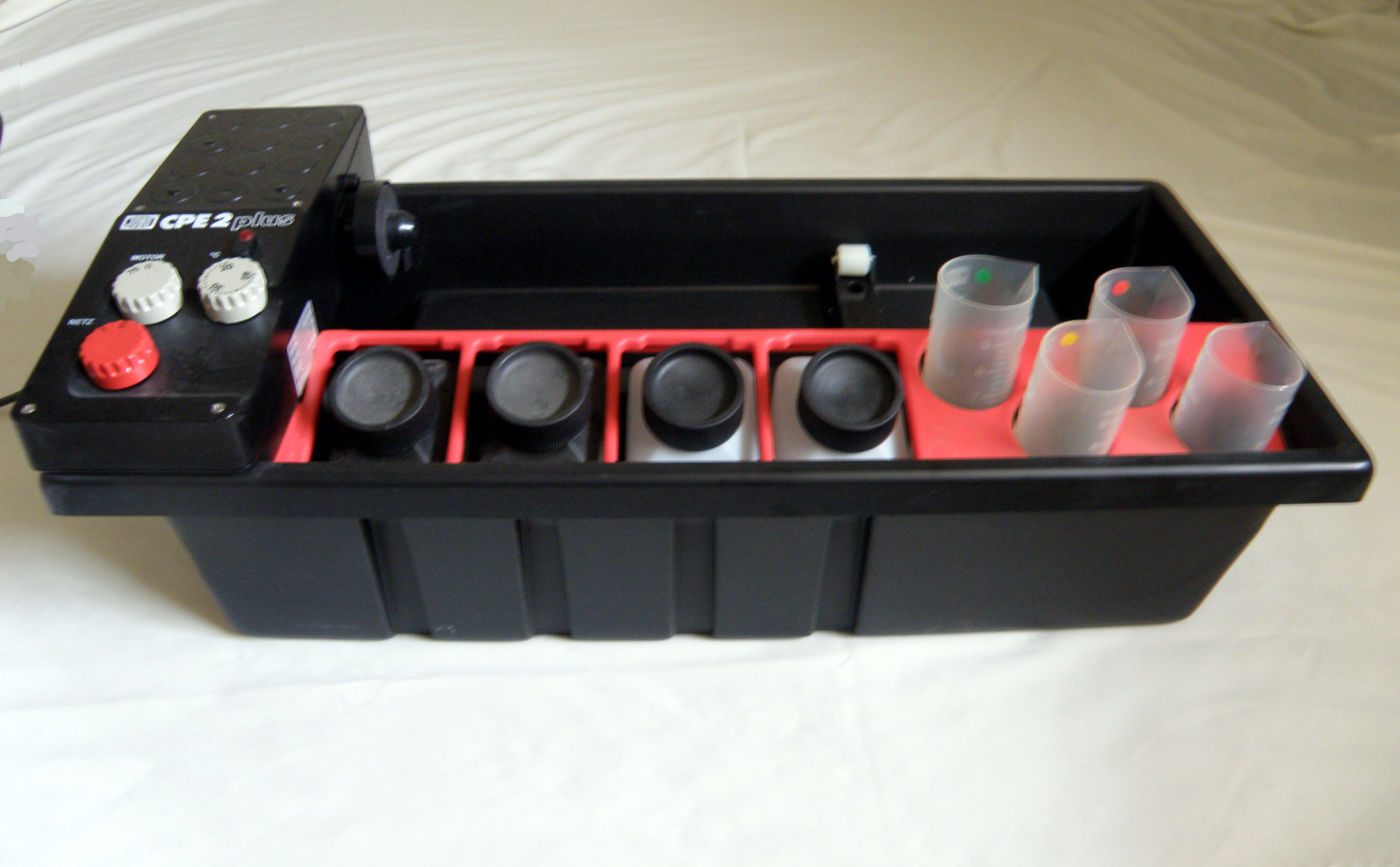
Компактна установка «JOBO» для лабораторної обробки фотоматеріалів

## Поширені лабораторні процеси
В аналоговій фотографії та плівковому кінематографі від якості лабораторної обробки так само, як і від точності експонування, залежить кінцевий результат знімання. Будь-яка технологія обробки сучасних желатиносрібних фотоемульсій складається з послідовного перенесення фотоматеріалу з одного обробного розчину в інший, а також проміжних і кінцевого промивання в проточній воді.

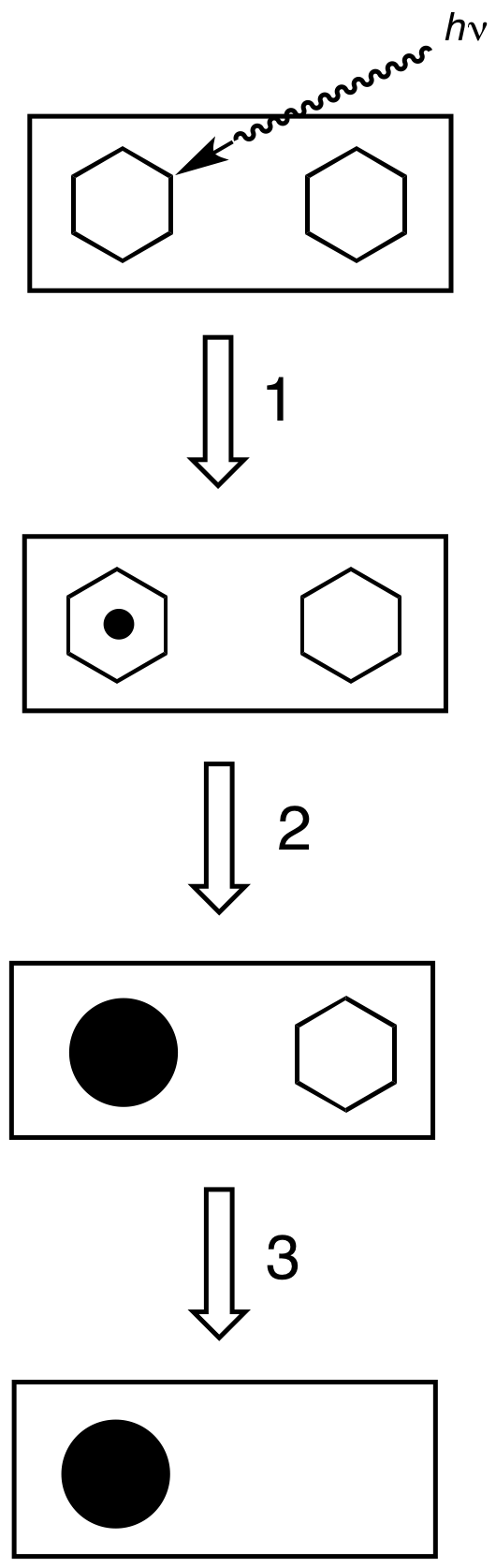
Стадії одержання чорно-білого зображення. 1. Після експонування мікрокристала галогеніду фотоном hν, в ньому утворюється приховане зображення. 2. Мікрокристал галогеніду відновлюється проявником. 3. Неекспонований галогенід видаляється внаслідок фіксування та промивання.

Необхідність оброблення фотоматеріалу для отримання зображення є одним із головних недоліків усієї аналогової фотографії, за винятком одноступеневого фотопроцесу. Більшість фотографічних процесів вимагають обладнаної фотолабораторії, оснащеної водогоном і каналізацією, а іноді й припливно-витяжною вентиляцією для роботи зі шкідливими для здоров'я фотореактивами. Крім того, необхідна повна ізоляція від денного світла та неактинічне освітлення.

### Чорно-білий оборотний процес
Найпоширенішим є найпростіший процес обробки чорно-білих фотоматеріалів: негативних та позитивних. Обробка починається з хімічного проявлення в розчині проявника. Дотримання його температури, часу проявляння та режиму перемішування особливо сильно впливають на фотографічні властивості кінцевого зображення, тому цю операцію вважають найважливішою. Проявляння переривають стоп-ванною, що складається із слабкого розчину кислоти, яка швидко припиняє процес завдяки різкому зниженню pH. Однак переривання може здійснюватися ополіскуванням у холодній воді, яка змиває проявник із емульсії і зменшує інтенсивність процесу через зниження температури.
Після проміжного промивання або стоп-ванни фотоматеріал переносять у розчин фіксажу, де відбувається фіксування. Останнє полягає в перетворенні неекспонованих нерозчинних солей срібла в розчинні, які можна видалити промиванням. Іноді фіксаж із кислими добавками поєднує також функцію стоп-ванни. Від якості фіксування залежить збереження зображення, оскільки прозорі солі срібла, що залишились у фотоемульсії, з часом окислюються, призводячи до деградації знімка. Другою стадією фіксування, що також впливає на довговічність, є остаточне промивання, в процесі якого розчинні солі вимиваються з желатину. Промивання можна прискорити використанням сульфіту натрію. Процес завершується сушінням, від інтенсивності якого частково залежать властивості зображення: оптична щільність та контраст. Крім того, надто інтенсивне сушіння може зруйнувати желатиновий шар, пошкодивши зображення. Ще одним важливим фактором вважають відсутність запилення повітря, що впливає на чистоту матеріалу.
За такою технологією обробляють усі чорно-білі фотоматеріали, за винятком оборотних і монохромних. Це стосується негативних, позитивних, репродукційних та фототехнічних плівок, кіноплівок та фотопаперів. Різниця може полягати в процесі контролю за проявлянням, яке в негативних плівок і фотопластинок відбувається у повній темряві, а в більшості позитивних матеріалів — за неактинічного червоного або жовто-зеленого освітлення. В останньому випадку, характерному для фотопаперів, проявляння можна контролювати візуально.

### Чорно-білий процес
Під час обробки оборотних матеріалів, до процедур, характерних для звичайних емульсій, додаються ще три. Після стоп-ванни проявлене срібло відбілюють, видаляючи готове негативне зображення. Як наслідок, в обробленому шарі залишається приховане позитивне зображення, яке складається з неекспонованого і непроявленого галогеніду срібла. Після відбілювання і промивання галогенід, що залишився, засвічують і проводять друге проявлення. Кінцеві операції нічим не відрізняються від попереднього процесу: фотоматеріал фіксують, промивають та сушать.

### Кольорові процеси
Сучасні кольорові багатошарові хромогенні фотоматеріали традиційного типу, тобто зі синтезуванням барвників під час проявляння, обробляють за подібною технологією, що практично не відрізняється для негативних та позитивних емульсій. Вона складається з чотирьох стадій, з яких першою є кольорове проявлення. При цьому, як і в чорно-білих матеріалах, у кольорових експонований галогенід срібла відновлюється до металічної форми. Відмінність полягає в додатковій реакції, яка відбувається внаслідок окислення проявних речовин. Продукти окислення, що утворюються навколо проявлених кристалів, взаємодіють зі спеціальними кольоротвірними компонентами, що містяться в кожному із зональних світлочутливих шарів. У шарах містяться різні компоненти, які синтезують жовтий, пурпуровий або блакитний барвники, доповняльні до кольору, яким проекспоновано конкретну емульсію. На кінець кольорового проявляння приховане зображення перетворюється на видиме, що складається з відновленого срібла та барвників.
Після стоп-ванни, яка припиняє проявляння, йде відбілювання, що трансформує проявлене срібло знову в галогенід, який у процесі фіксування перетворюється на розчинні у воді солі. Процес завершує промивання, стабілізація та сушіння. З невеликими відмінностями цю технологію застосовують для негативних фото- та кіноплівок, кольорових фотопаперів та позитивних кіноплівок. Для обробки негативних фотоплівок загальноприйнятим є процес C-41, а для сучасних кіноплівок — ECN-2 (англ. Eastman Color Negative), який відрізняється додатковою стадією розмочування перед проявлянням. При цьому зі зворотного боку підкладки видаляється протиореольний шар сажі. Для кольорових фотопаперів найпоширеніший процес RA-4 зі суміщеною відбілювальною ванною. У позитивних кольорових проявниках використовують більш активну проявну речовину, що забезпечує високий контраст зображення. Наприклад, у процесі ECP-2 (англ. Eastman Color Positive) для позитивних кіноплівок замість речовини CD-3 використовують складник CD-2.
Оборотні кольорові фотоматеріали, за винятком Kodachrome, обробляють за складнішою технологією «Kodak E-6». Перше проявлення при цьому — чорно-біле, коли у всіх зонально-чутливих шарах відновлюється металеве срібло без утворення барвника. Після стоп-ванни неекспонований галогенід срібла, що залишився, засвічують, а потім проводять кольорове проявлення фотоматеріалу, за якого відновлюється решта срібла, а барвники утворюються тільки на ділянках, яких не торкнулося перше чорно-біле проявлення. Після закінчення процесу йде стадія кондиціювання в спеціальному розчині, а потім все проявлене металічне срібло відбілюється і під час фіксації вимивається з емульсії. Як наслідок, у фотоматеріалі утворюється позитивне кольорове зображення, розподіл напівтонів та кольори якого відповідають об'єкту знімання. Більшість сучасних високотемпературних процесів обробки кольорових фотоматеріалів розроблено так, щоб виключити або звести до мінімуму всі види промивання. Це прискорює отримання зображення і на 97 % знижує скидання шкідливих хімічних відходів у каналізацію. Ефекту досягають завдяки використанню так званих «суперстабілізаторів», які замінюють остаточне промивання.

## Устаткування для обробки

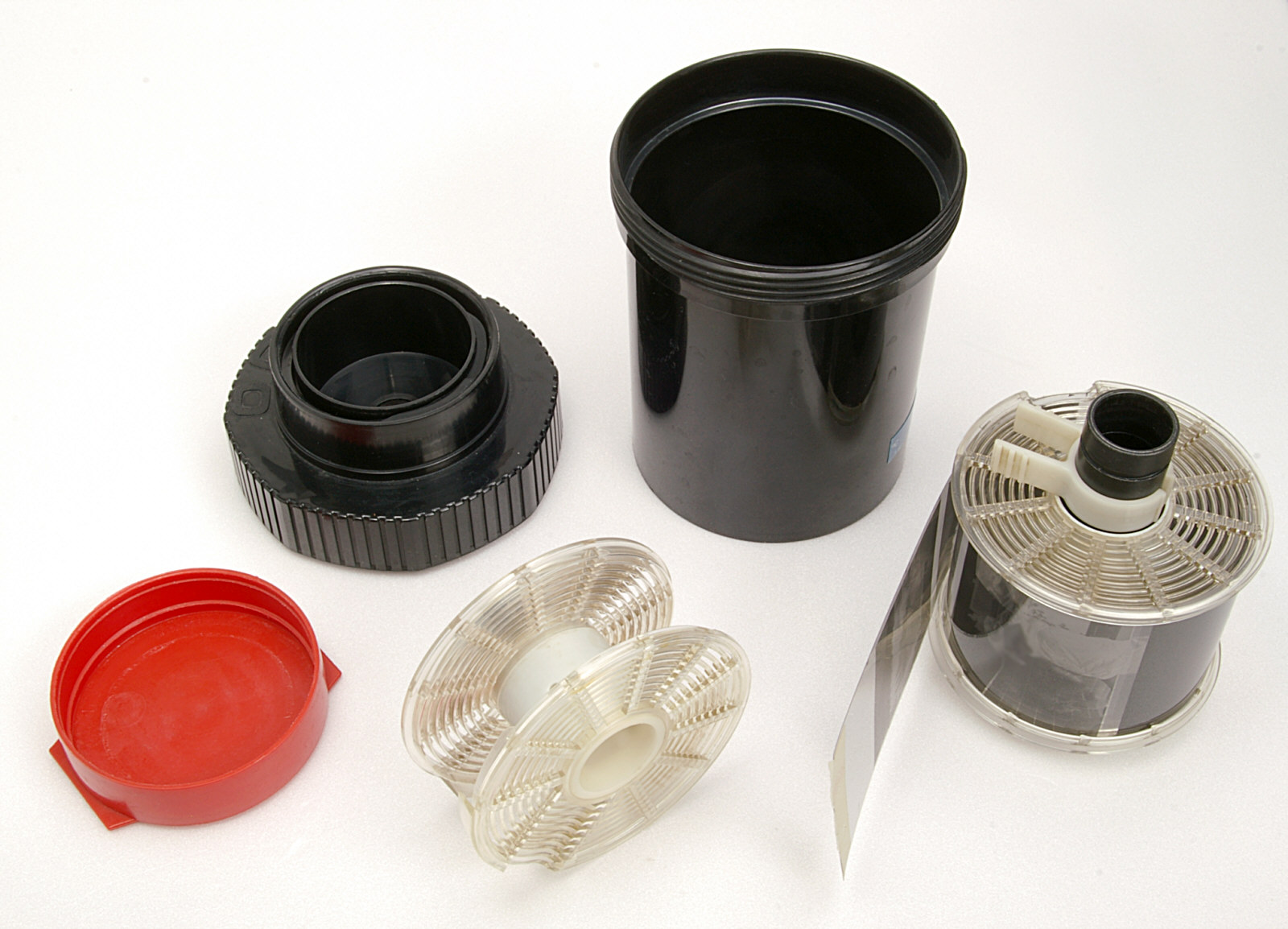
Бачок системи «JOBO» в розібраному вигляді

Невелику кількість фотоматеріалів найчастіше обробляють вручну з використанням нескладних пристроїв, таких як проявні бачки та кювети. Перші необхідні для обробки рулонних фотоматеріалів і оснащуються спіраллю, яка забезпечує проміжок між витками, через який фотореактиви безперешкодно потрапляють до емульсії. У кюветах проявляють фотопапір та листову фотоплівку. Для проявляння кіноплівки невеликої довжини використовували спеціальні рами, занурювані у вертикальний бак.
Необхідність точного дотримання температурного режиму та перемішування розчинів у кольорових процесах C-41 та E-6 потребує часткової автоматизації, можливої в настільних барабанних системах, наприклад Jobo або Kindermann. Такі пристрої складаються зі світлонепроникних барабанів зі спіралями, розміщуваними горизонтально у спеціальному піддоні з електропідігрівом. Лежачі барабани можуть вільно обертатися на опорних роликах за допомогою електроприводу, а температура розчинів підтримується автоматично. При цьому конструкція бачків допускає обробку як рулонних, так і листових фотоматеріалів, зокрема й фотопаперів.
Однак, такі системи мають невисоку продуктивність, тому за необхідності постійної обробки великих обсягів фотоматеріалів користуються автоматичними проявними машинами. Їхня продуктивність може коливатися від 25—100 метрів на годину в компактних моделях для дрібних фотолабораторій до 6000 погонних метрів кіноплівки на кінокопіювальних фабриках.